# Kennet Andersson
Kennet Andersson (Eskilstuna, Suecia, 6 de octubre de 1967) es un exfutbolista sueco que jugaba como delantero y fue parte de la selección de fútbol de Suecia. Su gran altura le permitía superar a la defensa en el salto para cabecear los centros a gol. Además, también tenía un buen manejo del balón para su altura y lanzaba tiros libres a puerta.

## Trayectoria
Se formó en las divisiones menores del Tunafors SK y el IFK Eskilstuna. Con este último club hizo su debut como profesional en 1985, pasando luego a uno de los equipos líderes de Suecia el IFK Göteborg. Durante su trayectoria como futbolista pasó por clubes de diferentes países como Bélgica donde jugó en el KV Mechelen del 91 al 93. Luego en Francia en Lille OSC 93-94 y SM Caen 94-95. Luego del mundial de Estados Unidos 1994 recalo en el calcio de Italia donde jugó en AS Bari en la temporada 95-96, luego al Bologna FC donde jugó 3 temporadas del 96 al 99, 6 meses estuvo en la Lazio y en el 2000-2002 en el Fenerbahçe SK de Turquía. Tras permanecer dos temporadas sin jugar, se retiró el año 2005 en el Gårda BK de su país natal.

## Selección nacional
Ha sido internacional con la Selección de fútbol de Suecia en 83 partidos entre 1990 y 2000 anotando 31 goles, ambos aspectos cerca del máximo histórico de su selección.
Tuvo una notable actuación el Mundial de 1994 en Estados Unidos, donde fue un jugador clave en su selección anotando 5 goles (superado por Oleg Salenko y Hristo Stoichkov, con 6). Su primer tanto fue en el empate 1-1 contra Brasil en fase de grupos, en octavos de final se despachó con 2 goles en la victoria 3-1 sobre Arabia Saudita, luego en cuartos de final un tanto agónico en el minuto 116 del suplementario ante Rumania, le permitió empatar el encuentro 2-2 y forzar los penales, donde la suerte favoreció al equipo sueco. Su quinto tanto lo anotó en la goleada 4-0 por el tercer puesto ante Bulgaria.

### Participaciones en Copas del Mundo
| Mundial              | Sede | Resultado     | PJ | Goles | Prom. |
| -------------------- | ---- | ------------- | -- | ----- | ----- |
| Copa Mundial de 1994 | EEUU | Tercer puesto | 7  | 5     | 0.71  |

### Participaciones en Eurocopa
| Eurocopa      | Sede              | Resultado    | PJ | Goles | Prom. |
| ------------- | ----------------- | ------------ | -- | ----- | ----- |
| Eurocopa 1992 | Suecia            | Semifinales  | 2  | 1     | 0.50  |
| Eurocopa 2000 | Bélgica - Holanda | Primera fase | 3  | 0     | 0.00  |

## Clubes
| Club           | País    | Año       |
| -------------- | ------- | --------- |
| IFK Eskilstuna | Suecia  | 1985-1988 |
| IFK Göteborg   | Suecia  | 1989-1991 |
| KV Mechelen    | Bélgica | 1991-1993 |
| IFK Norrköping | Suecia  | 1993      |
| Lille OSC      | Francia | 1993-1994 |
| SM Caen        | Francia | 1994-1995 |
| AS Bari        | Italia  | 1995-1996 |
| Bologna FC     | Italia  | 1996-1999 |
| SS Lazio       | Italia  | 1999      |
| Bologna FC     | Italia  | 1999-2000 |
| Fenerbahçe     | Turquía | 2000-2002 |
| Gårda BK       | Suecia  | 2005      |

## Palmarés

### Campeonatos nacionales
| Título           | Club          | País    | Año  |
| ---------------- | ------------- | ------- | ---- |
| Primera División | IFK Göteborg  | Suecia  | 1990 |
| Primera División | IFK Göteborg  | Suecia  | 1991 |
| Copa de Suecia   | IFK Göteborg  | Suecia  | 1991 |
| Primera División | Fenerbahçe SK | Turquía | 2001 |

### Copas internacionales
| Título              | Club     | Sede   | Año  |
| ------------------- | -------- | ------ | ---- |
| Supercopa de Europa | SS Lazio | Mónaco | 1999 |